# Mistrzostwa Europy Strongman 2001
Mistrzostwa Europy Strongman 2001 – doroczne, indywidualne zawody europejskich siłaczy.
Data: 17 marca 2001 r.

Miejsce: Helsinki  Finlandia
WYNIKI ZAWODÓW:
| Miejsce | Zawodnik           | Kraj      | Punkty |
| ------- | ------------------ | --------- | ------ |
| 1.      | Svend Karlsen      | Norwegia  | 61,5   |
| 2.      | Janne Virtanen     | Finlandia | 61     |
| 3.      | Magnus Samuelsson  | Szwecja   | 47     |
| 3.      | Žydrūnas Savickas  | Litwa     | 47     |
| 5.      | Martin Muhr        | Niemcy    | 46,5   |
| 6.      | Flemming Rasmussen | Dania     | 45     |
| 7.      | Wout Zijlstra      | Holandia  | 38,5   |
| 8.      | Hari Simonen       | Finlandia | 36,5   |
| 9.      | Bill Pittuck       | Anglia    | 34,5   |
| 10.     | Sami Heinonen      | Finlandia | 31,5   |
| 11.     | Grzegorz Peksa     | Polska    | 13     |